# Mercedes Ruehl
Mercedes Ruehl (ur. 28 lutego 1948 w Queens, Nowy Jork, USA) − amerykańska aktorka. Zdobywczyni Oscara za rolę drugoplanową w filmie Fisher King.

## Życiorys
Urodziła się w nowojorskiej dzielnicy Queens jako córka agenta FBI i nauczycielki. Mercedes Ruehl ma korzenie niemieckie, irlandzkie i kubańskie; jest katoliczką. Mercedes uczęszczała do College of New Rochelle, który ukończyła w 1969 roku. Z mężem malarzem Davidem Geiserem ma dwójkę adoptowanych synów: Jake’a i Christophera.
Karierę zaczynała w lokalnym teatrze Denver Center Theatre Company. W 1991 roku otrzymała nagrodę Tony dla najlepszej aktorki za rolę w sztuce Lost in Yonkers. W późniejszych latach jeszcze dwukrotnie otrzymała nominację do tej nagrody.
W kinie debiutowała rolą epizodyczną w filmie Dona Flor i jej dwóch mężów. W latach 80. zagrała w kilku docenionych filmach, jak: Zgaga, 84 Charing Cross Road, Złote czasy radia czy Poślubiona mafii.
W 1991 roku zagrała w filmie Terry’ego Gilliama Fisher King u boku Robina Williamsa i Jeffa Bridgesa. Za wcielenie się w postać Anne Napolitano, partnerki głównego bohatera otrzymała Oscara i Złoty Glob dla najlepszej aktorki drugoplanowej.
Później wróciła do Nowego Jorku i grywała w teatrze, serialach i filmach telewizyjnych. W 2006 roku wystąpiła w telewizyjnym filmie reżyserii Agnieszki Holland Historia Gwen Araujo.

## Filmografia
Filmy fabularne
- 2010: Goldstar, Ohio jako Adriana Rock
- 2009: Kochając Leah (Loving Leah) jako Janice Lever
- 2006: Historia Gwen Araujo (A Girl Like Me: The Gwen Araujo Story) jako Sylvia Guerrero
- 2005: Prawdziwe dziecko (Mom at Sixteen) jako Terry Jeffries
- 2004: Wykończyć zięcia (Zeyda and the Hitman) jako Esther
- 2004: Wtyczka (Bad Apple) jako Lorraine Gibbons
- 2004: Everyday Life
- 2002: Zła znajomość (Guilt By Association) jako Susan Walker
- 2001: Mr. Life
- 2000: Więcej psów niż kości (More Dogs Than Bones) jako Vic Galetti
- 2000: Upiorny dom (Spooky House) jako szef
- 2000: Rodzina to grunt (What's Cooking?) jako Elizabeth Avila
- 2000: Amerykańska dziewczyna (All-American Girl: The Mary Kay Letourneau Story) jako Jane Newhall
- 2000: Zagubione dziecko (The Lost Child) jako Rebecca
- 2000: Rodzina Amati (The Amati Girls) jako Grace
- 1999: The Minus Man jako Jane Durwin
- 1999: Powrót z piekła (Out Of The Cold) jako Tina
- 1998: Gia jako Kathleen Carangi
- 1997: Grób Roseanny (Roseanna’s Grave) jako Roseanna 'Rosa'
- 1997: North Shore Fish jako Florence
- 1997: Historie z metra: Podziemne opowieści (SUBWAYStories: Tales from the Underground) jako Leyla
- 1995: Świadek oskarżenia (Indictment: The McMartin Trial) jako Lael Rubin
- 1994: On Hope jako Wendy
- 1993: Bohater ostatniej akcji (Last Action Hero) jako Irene Madigan
- 1993: Zagubieni w Yonkers (Lost in Yonkers) jako Bella Kurnitz
- 1991: Fisher King (The Fisher King) jako Anne Napolitano
- 1991: Sobowtór (Another You) jako Elaine
- 1990: Wariaci (Crazy People) jako dr Liz Baylor
- 1989: Zbrodnie i wykroczenia (Crimes and Misdemeanors) jako Gość na przyjęciu (niewymieniona w czołówce)
- 1989: Niewolnicy Nowego Jorku (Slaves of New York) jako Jonny Jalouse
- 1988: Duży (Big) jako pani Baskin
- 1988: Poślubiona mafii (Married to the Mob) jako Connie Russo
- 1987: Złote czasy radia (Radio Days) jako Ad Men
- 1987: Tajemnica mojego sukcesu (The Secret of My Succe$s) jako Sheila
- 1987: 84 Charing Cross Road jako Kay
- 1987: Pechowy dyrygent (Leader of the Band) jako panna Cooper
- 1986: Zgaga (Heartburn) jako Eva
- 1986: Twisted jako Cybelle
- 1981: Czworo przyjaciół (Four Friends) jako kobieta w taksówce
- 1979: Wojownicy (The Warriors) jako policjantka w Central Parku
- 1976: Dona Flor i jej dwóch mężów (Dona Flor e Seus Dois Maridos) jako Amerykańska dziewczyna w kasynie

Seriale telewizyjne
- 2007: Świry (Psych) jako detektyw Goochberg
- 2006–2008: Ekipa (Entourage) jako pani Rita Chase
- 2004–2009: Prawo i porządek (Law & Order) jako Zina Rybakov / Sędzia Clara Lloyd
- 2003: Poszukiwani (1-800-Missing) jako Emanuelle Baker
- 2002: Wdowy (Widows) jako Dolly
- 1995–1996: Frasier jako Kate Costas
- 1990: Bill Cosby Show (The Cosby Show) jako Bernadette Foley
- 1986: Kate & Allie jako Millie
- 1985: Our Family Honor jako Louise Taylor
- 1984: ABC Afterschool Specials jako Sandy

## Nagrody
- 1992 − Fisher King, Oscar najlepsza aktorka drugoplanowa
- 1992 − Fisher King, Złoty Glob najlepsza aktorka drugoplanowa
- 1992 − Fisher King, Saturn najlepsza aktorka drugoplanowa